# Diego Barbero Sevilla
Diego Barbero Sevilla (* 24. September 1980) ist ein spanischer Fußballschiedsrichterassistent.
Barbero Sevilla ist seit der Saison 2013/14 Schiedsrichterassistent in der spanischen Primera División. Bisher war er bereits bei über 180 Ligaspielen im Einsatz. 
Seit 2015 steht er auf der Liste der FIFA-Schiedsrichter und ist an der Spielleitung internationaler Fußballspiele beteiligt.
In der Saison 2015/16 war Barbero Sevilla erstmals bei einem Spiel in der Europa League, in der Saison 2016/17 erstmals bei einem Spiel in der Champions League im Einsatz.
Im April 2024 wurde Barbero Sevilla zusammen mit Ángel Nevado Rodriguez als Schiedsrichterassistent von Jesús Gil Manzano für die Europameisterschaft 2024 in Deutschland nominiert.